# غود ميوزيك
غود ميوزبك (بالإنجليزية:GOOD Music) وتكتب أيضا على الشكل (G.O.O.D. Music) إستنادا لعبارة (Getting Out Our Dreams) بمعنى "تحقيق أحلامنا".
هي شركة تسجيلات موسيقية أمريكية، أسسها الرابر والمغني كانييه ويست في 2004،ويقع مقرها في شيكاغو، الولايات المتحدة.

## فريق الإنتاج
تتكون الشركة من مجموعة من الفنانين والمنتجين الذين يشكلون فريق إنتاج تحت إسم "Very Good Beats" الذين بدورهم يشرفون على إنتاج وكتابة الأغاني للفنانين المنضمين للشركة تسجيلات الموسيقية.
المنتجون الحاليون:
- 88-Keys
- Benny Cassette
- Boogz & Tapez
- Charlie Heat
- Evian Christ
- Hudson Mohawke
- Jeff Bhasker
- كانييه ويست
- Lifted
- مايك دين
- No I.D.
- Noah Goldstein
- Symbolyc One (S1)
- ترافيس سكوت

المنتجين السابقين:
- Brian "All Day" Miller
- Devo Springsteen
- Don Jazzy
- Keezo Kane
- Keyon Christ (aka Mitus)
- ويليام ديفيس

## وصلات خارجية
- غود ميوزيك على قاعدة بيانات ديسكوغز (الإنجليزية)
- غود ميوزيك على موقع جينيس (الإنجليزية)
- غود ميوزيك على موقع أول ميوزيك (الإنجليزية)